# Medalla de la Campaña Europea-Africana-Medio Oriente
La Medalla de la Campaña Europea-Africana-Medio Oriente (en inglés: European-African-Middle Eastern Campaign Medal) es una condecoración militar de las Fuerzas Armadas de Estados Unidos que fue creada por primera vez el 6 de noviembre de 1942 por la Orden Ejecutiva 9265 ordenada por el presidente Franklin D. Roosevelt. La medalla era para reconocer a aquellos miembros del servicio que habían llevado a cabo sus deberes militares en el Teatro Europeo (incluyendo a África del Norte y el Medio Oriente) durante los años de la Segunda Guerra Mundial.

## Criterios
Originalmente conocida como la “Cinta EAME”, la Medalla de la Campaña Europea-Africana-Medio Oriente fue entregada por cualquier servicio desempeñado entre el 7 de diciembre de 1941 y 2 de marzo de 1946 siempre y cuando fuera llevado a cabo en las áreas geográficas de los teatro de Europa, África del Norte o el Medio Oriente. Para aquellos miembros de los servicios que participaron en una o más campañas militares están autorizados a usar sobre la medalla estrellas de servicio. El distintivo cabeza de flecha también está autorizado a ser usado encima de la medalla para aquellos que participaron en desembarcos aerotransportados o asaltos anfibios; también la Insignia de Operaciones de Combate de la Fuerza de Infantería de Marina de la Flota está autorizada para ser usada sobre la medalla de los marineros asignados al Cuerpo de Infantería de Marina.
Para aquellos miembros del servicio que no participaron en una campaña de batalla designada, las siguientes "campañas generales" (en inglés: blanket campaigns) están autorizados para usar la Medalla de la Campaña Europea-Africana-Medio Oriente, indicada por estrellas de servicio
- Antisubmarina: 7 de diciembre de 1941 - 2 de septiembre de 1945
- Combate terrestre: 7 de diciembre de 1941 - 2 de septiembre de 1945
- Combate aéreo: 7 de diciembre de 1941 - 2 de septiembre de 1945

## Apariencia
Las bandas de color visibles en la cinta representan a Alemania (en el lado izquierdo de la cinta), Italia (en el lado derecha de la cinta) y a Estados Unidos (en el centro de la cinta). Las áreas marrones y verdes de la cinta representan el terreno del área del conflicto, que van desde las playas y arena, a la hierba y bosques, a las montañas.
La contraparte del Teatro del Pacífico a la Medalla de la Campaña Europea-Africana-Medio Oriente era la Medalla de la Campaña Asiática-Pacífica. La Medalla de la Campaña Europea-Africana-Medio Oriente fue entregada como una cinta de servicio durante toda la duración de la Segunda Guerra Mundial y no fue hasta el año 1947 que no se autorizó una medalla de tamaño completo. La medalla fue diseñada por Thomas Hudson Jones. El reverso fue diseñado por Adolph Alexander Weinman y tiene el mismo diseño que el usado en el reverso de las medallas Asiática-Pacífica y la Americana.
La primera persona en recibir la medalla fue el general de ejército Dwight Eisenhower a quien se le otorgó la medalla en reconocimiento de su servicio como Comandante Supremo de la Fuerza Expedicionaria Aliada durante la Segunda Guerra Mundial.

## Campañas
Las siguientes campañas militares son reconocidas por estrellas de servicio colocadas encima de la Medalla de la Campaña Europea-Africana-Medio Oriente.
- Egipto - Libia: 11 de junio de 1942 - 12 de febrero de 1943
- Ofensiva Aérea, Europa: 4 de julio de 1942 – 5 de junio de 1944
- Argelia - Marruecos francés: 8 - 11 de noviembre de 1942
- Túnez: 12 de noviembre de 1942 - 13 de mayo de 1943
- Sicilia: 14 de mayo de 1943 – 17 de agosto de 1943
- Nápoles - Foggia: 18 de agosto de 1943 – 21 de enero de 1944
- Anzio: 22 de enero de 1944 - 24 de mayo de 1944
- Roma-Arno: 22 de enero de 1944 – 9 de septiembre de 1944
- Normandía: 6 de junio de 1944 – 24 de julio de 1944
- Norte de Francia: 25 de julio de 1944 – 14 de septiembre de 1944
- Sur de Francia: 15 de agosto de 1944 – 14 de septiembre de 1944
- Apeninos del Norte: 10 de septiembre de 1944 – 4 de abril de 1945
- Renania: 15 de septiembre de 1944 – 21 de marzo de 1945
- Ardenas - Alsacia: 16 de diciembre de 1944 – 25 de enero de 1945
- Europa Central: 22 de marzo de 1945 – 8 de mayo de 1945
- Valle del Po: 5 de abril de 1945 – 8 de mayo de 1945